# デスヴォイス

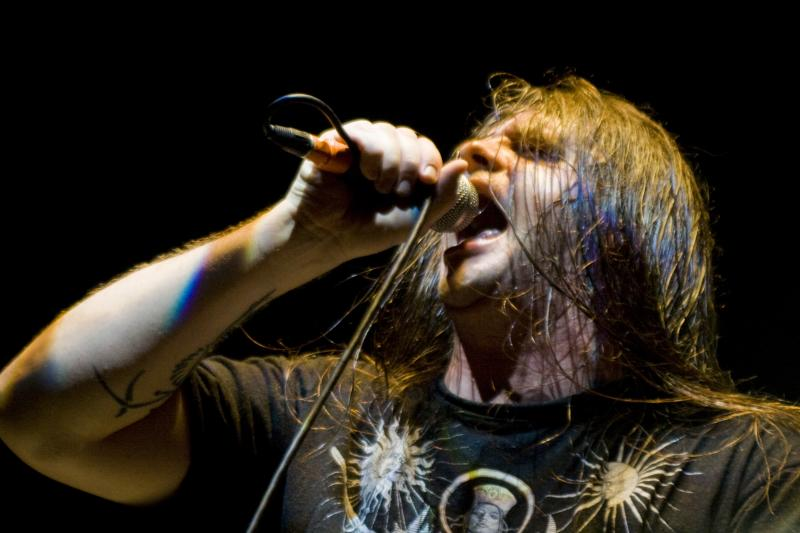
カンニバル・コープスのリードボーカルジョージ・フィッシャー。

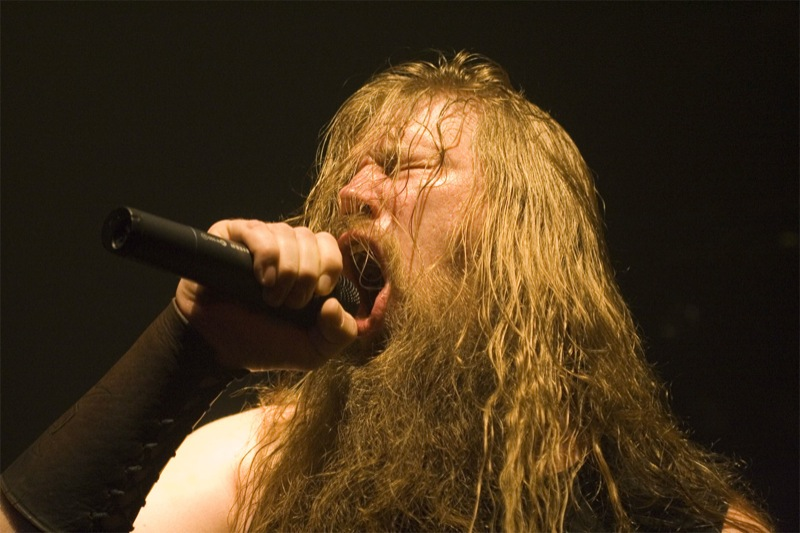
アモン・アマースのヨハン・ヘッグ。

デスヴォイスもしくはデスボイスとは、意識的、積極的に出す「ダミ声」「悪声」「がなり声」であり、主にデスメタル、ブラックメタル、グラインドコア、ゴシックメタル、メタルコア、ポストハードコア、スクリーモなどのジャンルで多用される発声技法。強い怒りや悲しみなどの感情や、不気味さ、汚さ、痛みや苦しみなどを表現するために使われる。

## 概要
デスヴォイスのことをデス声とも呼ぶが、通常の歌唱法はクリーンボイスと呼ばれ、しばしば対置される。日本ではデスメタルの歌唱法という意味でデスヴォイス（デス声）と言われるが、英語圏で"death-voice" という呼び方はしない。代わりにデスメタル・ボーカル、ガテラル・ボーカル、デス・グラント、グラウル・ボイス、アンクリーン・ボーカル、ハーシュ・ボーカル、クッキーモンスター・ボーカルとして知られている。
発声の際に口蓋帆や舌（の後ろ側）、仮声帯などで声道を狭めそれらを振動させることで「デスヴォイス」が形成されることが多い。（声帯自体の働きで）嗄声を故意に出して（本来はシャウト）デスヴォイスとする場合もある。ピッチシフターやエフェクターを用い、雰囲気を増強する場合もある。
ゴアグラインドシーンではガテラルボイスと呼ばれる、初期カーカスのようなピッチシフターを使った低音デスヴォイスが定着しており、俗に下水道ボイスと呼ばれている。また、ピッグスクイールと呼ばれる名前通り「豚の呻き声」のような種類もあり、アクセント的に用いられることが多い。
ナタリー・パーセルは「デスメタルバンドのヴォーカリストの大半は、非常に低く、獣のような、もはや歌詞が聞き取れないようなグラウルを使っているが、多くは高い叫び声やオペラのようなヴォーカルも使う。または単に深く力強く歌い上げるヴォーカルも使う。」と述べている。社会学者のデーナ・ヴァインシュタインはデスメタルについてこのように語っている。「このスタイルのヴォーカリストは独特の声を使う。歌詞を歌うというよりも、がなったり、うなったりしている。声をディストーションとして使うのだ。」
グラウルはその響きの"汚さ"故に批判にさらされることもある。しかし、グラウルはデスメタルという音楽ジャンル自体のおぞましさや扱っている不穏なテーマに対応したものにすぎない。

## 歴史
正確な時期を指摘するのは難しいが、デスヴォイスが定着したのは1980年代中頃に発生した初期のデスメタル、グラインドコアのシーンにおいてであるといわれている。デスのチャック・シュルディナーやカム・リーがそのパイオニアであると考えられている。ポゼスト、ネクロファジア、マスターなどもデスヴォイスをはじめて取り入れたバンドとして考えられている。同時期に、ヘルハマーやマサカーなどもグラウルに似た歌唱法を取り入れていた。ヴォーカリストのニック・バレン、リー・ドリアン、マーク・バーニー・グリーンウェイを擁したイギリスのグラインドコアバンドナパーム・デスはより攻撃性などを取り入れたり、歌詞を早口で歌ったりすることで、1980年代後半にテクニックの進歩に寄与した。その他の代表的な人物としてはオビチュアリーのジョン・ターディ、カーカスのジェフ・ウォーカーやビル・スティアーなどが挙げられる。カンニバル・コープスのクリス・バーンズ、サフォケイションのフランク・ミューレン、元クリプトプシーのロード・ワームは低音のうなり声を得意とし、これは現在のガテラルボイスと呼ばれる歌い方につながっている。
また限定的ではあるがスレイヤーのHell Awaits （1985年）の一部ではピッチシフトを使ったデスヴォイスを聴くことが出来る。
現在は一曲通してデスヴォイスを使うこともあるテスタメントのチャック・ビリーはThe Legacy （1987年）において部分的に通常よりさらにドスの効いた、現在のデスヴォイスに近い声を使っていた。近年ではニルス・Ｋ・リュー（ペイガンズ・マインド）に代表されるように、パートによっては凶悪なデスヴォイスを使用する実力派正統派メタル・ヴォーカリストも一部で存在する。

## 技法
グラウルを正しく出すには横隔膜や喉を正しく使うことが必要である。喉を絞めようとすると、グラウルの勢いは弱くなってしまう。グラウルには息を吸う発声法と息を吐き出す発声法の2種類があり、それぞれ異なる特徴と利点がある。ヴォーカリストの中にはアスキング・アレクサンドリアのダニー・ワースノップやブリング・ミー・ザ・ホライズンのオリヴァー・サイクスなどのように、喉に力を入れすぎて痛めてしまうものもいる。オランダのRadboud University Nijmegen Medical Centreのレポートによれば、グラウルを行う人が増えたせいで、間違った方法により声帯に浮腫やポリープを作ってしまう患者が増えたという。アメリカ合衆国ではアーチ・エネミーやスリップノットのヴォーカルトレーナーであるメリッサ・クロスなど、日本ではlynch.など多数のアーティストを指導し、デスボイス・シャウトレッスン専門のボイストレーニング教室を運営するMAHONEが正しい発声法の指導にあたっている。